# N529 (België)
De N529 is een gewestweg in België tussen Doornik (R52) en Lessen (N42/N57). De weg heeft een lengte van ongeveer 34 kilometer.
De gehele weg bestaat uit twee rijstroken voor beide richtingen samen.

## Plaatsen langs N529
- Doornik
- Quartes
- Hacquegnies
- Frasnes-lez-Anvaing
- Escalette
- Pironche
- Lessen